# Samrāṭa
 (mars 2015).
Si vous disposez d'ouvrages ou d'articles de référence ou si vous connaissez des sites web de qualité traitant du thème abordé ici, merci de compléter l'article en donnant les références utiles à sa vérifiabilité et en les liant à la section « Notes et références ».
Un Samrāṭa (En sanskrit सम्राट) est un titre d'empereur dans les États indiens. Ce terme est également utilisé dans la tradition védique pour décrire certaines divinités.